# Youssef Jawdat
Youssef Jawdat, född 8 augusti 1963, är en saudisk bågskytt. Han deltog vid olympiska sommarspelen 1984.